# Population de petite taille
Une population de petite taille se comporte différemment des grandes populations. Ce type de population est souvent le résultat d'un goulet d'étranglement, qui a des conséquences dramatiques pour la survie de cette population.

## Effets de la démographie
L'influence de la variation stochastique des taux démographiques (taux de reproduction et de mortalité) est beaucoup plus élevée dans les petites populations que dans les grandes. Cette variation stochastique cause une fluctuation aléatoire de la taille des petites populations : plus la population est petite, plus la probabilité que ces fluctuations conduisent à l'extinction est grande. 
Une des conséquences démographiques d'une petite taille de population est la probabilité que tous les descendants d'une génération soient du même sexe (voir sex-ratio). Le calcul est simple : en supposant que la probabilité masculin/féminin pour les nouveau-nés soit de {\displaystyle 1/2^{n-1}}, la chance que tous les nouveau-nés soit du même sexe est de {\displaystyle 1/2^{n}}. Cela est problématique dans les très petites populations. En 1977, les dix-huit derniers kakapo de l'île Fiordland en Nouvelle-Zélande étaient tous de sexe masculin, bien que la probabilité que cette situation advienne soit de 0,0000076. Avec une population de trois individus, la probabilité qu'ils soient tous du même sexe est de 0,25. Si la population garde cette taille sur plusieurs générations, sa disparition est inéluctable.

## Effets de l'environnement
La variation stochastique de l'environnement (variation d'une année sur l'autre de la pluviométrie, de la température...) peut produire une corrélation avec les taux de natalité et de mortalité (c'est-à-dire que les "bonnes" années, les taux de natalité sont élevés et les taux de mortalité faibles ; de fait, les "mauvaises" années, les taux de natalité sont faibles et les taux de mortalité élevés) qui cause aussi des fluctuations dans la taille de la population. Encore une fois, les petites populations sont plus susceptibles de disparaître en raison de ces fluctuations liées à l'environnement de l'ensemble des populations.

## Conséquences génétiques
Les conservateurs sont souvent inquiets de la perte de variation génétique chez les populations de petite taille. Deux types de variations génétiques sont particulièrement importantes lorsque l'on étudie les petites populations :
- Le degré d'homozygotie au sein des individus dans une population ; c'est-à-dire le fait d'avoir une proportion d'allèles homozygotes, plutôt qu'hétérozygotes. De nombreux allèles nocifs le sont uniquement sous la forme homozygote.
- Le degré de monomorphisme/polymorphisme au sein d'une population; c'est-à-dire combien d'allèles différents d'un même gène existent dans le patrimoine génétique d'une population.

Deux mécanismes opérant dans les petites populations influencent ces deux variations génétiques :
- La dérive génétique : la variation génétique est déterminée par l'action conjointe de la sélection naturelle et de la dérive génétique, qui relève de la chance. Dans les petites populations, l'importance relative de la dérive génétique (la chance) sur la sélection naturelle est le plus élevé (moins de choix) ; les allèles nocifs peuvent donc devenir plus fréquents et communs à toute une population du fait du hasard. Tout allèle nocif, bénéfique ou neutre est plus susceptible de disparaitre dans une petite population qu'une grande. La conséquence directe est une nette réduction des formes d'allèles possibles dans une petite population ; et dans les cas extrêmes, un monomorphisme, c'est-à-dire une situation où une seule forme de l'allèle existe. La fixation continue des allèles nocifs dans les petites populations est appelée cliquet de Muller et peut conduire à l'effondrement des mutations.
- La consanguinité : dans une petite population, les individus sont plus enclins à se reproduire entre eux, ne bénéficiant pas d'apports extérieurs. La progéniture issue de même ascendance a un nombre beaucoup plus élevé d'homozygotes que la progéniture étrangère de parents.

On dénombre deux types de conséquences possibles de la perte de variation génétique :
- La dépression endogamique : ce terme est généralement employé pour signifier tout effet nocif immédiat (sur des individus ou sur la population) d'une diminution d'un  type de variation génétique. La dépression endogamique ne se trouve presque jamais dans le déclin de populations qui n'ont jamais été de grande taille ; elle est en revanche assez commune chez les grandes populations qui deviennent petites. La cause est la sélection négative, très effective dans les populations à consanguinité importante.
- La capacité de la population à s'adapter ou évoluer face aux changements (“sans variabilité, l'évolution est impossible”[Qui ?]). La taille absolue de la population limite le degré absolu de diversité allélique. Cela signifie aussi que si une mutation avantageuse survenait, il est probable qu'elle soit effective plus rapidement.

La taille effective d'une population est généralement plus faible que la taille réelle de cette population.
Les conséquences génétiques dans les populations consanguines sont par exemple : des anomalies osseuses, une importante mortalité périnatale, la diminution du taux de natalité... 
Certaines populations connaissant ces symptômes sont les guépards, qui souffrent d'une faible capacité de survie infantile et d'une diminution des taux de natalité car ils ont subi une très forte baisse de leur population. Les éléphants de mer, qui ont aussi connu un goulet d'étranglement de population, ont eu des modifications de la structure de leurs os crâniens, sur la partie inférieure de la rangée dentaire de la mandibule. Les loups de l'Isle Royale, une population restreinte et isolée du lac Supérieur, ont des malformations osseuses de la colonne vertébrale ainsi qu'une syndactylie (fusion des tissus mous entre les orteils des pieds de devant). Ces types de malformations sont causées par des pertes de patrimoine génétique et/ou une consanguinité.